# 甲基叔丁基醚
甲基三級丁基醚（英语：methyl tert-butyl ether，缩写为MTBE），是一种无色透明、粘度低的可挥发性液体，有特殊气味，含氧量为18.2%的醚。它的蒸汽比空气重，可沿地面扩散，与强氧化剂共存时可燃烧。
甲基叔丁基醚的主要用途是有机溶剂，也可以作为汽油添加剂，使其更抗爆。

## 毒性
MTBE有一定的毒性。20世纪80年代末开始研究其毒性。研究发现，它易于与水融合，可渗入土壤，破坏地下水质，认为它是可能的污染物。
MTBE主要经呼吸道吸收，也可以经皮肤和消化道吸收，动物在高浓度MTBE中可致癌。对小鼠的麻醉浓度为1.0mM，致死浓度为1.6mM。对人体的影响主要表现在刺激上呼吸道、眼睛粘膜，长期接触可使皮肤干燥。
美国EPA推荐饮用水中MTBE的质量浓度为5.2~10.3μg/L。

## 合成
MTBE一般是以甲醇和异丁烯为原料，借助酸性催化剂合成，其中催化剂在工业上用得最多的是树脂催化剂。其中异丁烯的来源不同而形成不同合成路线。
异丁烯来源：
- 裂解制乙烯副产的C4馏分
- 炼油厂催化裂化装置副产的C4馏分
- 以正丁烷为原料经异构化和脱氢制得

合成MTBE的催化剂：
- 氢氟酸
- 硫酸
- 苯乙烯系阳离子交换树脂
- 固体酸
- 分子筛
  - ZSM-5
  - Zsm-11
  - Y分子筛
  - 丝光沸石
- 杂多酸

### 反应方程式
MTBE的反应是选择性加成反应，烯烃中的叔碳原子在酸性催化剂的存在下形成正碳离子，再与醇结合形成醚。反应是可逆放热反应。
主反应：
CH₃OH＋(CH₃)₂＝CH₂　{\displaystyle {\overset {H^{+}}{\rightarrow }}}　CH₃OC(CH₃)₃
副反应：
{\displaystyle 2(CH_{3})_{2}C}={\displaystyle CH_{2}\ \rightarrow \ (CH_{3})_{3}CCH_{2}C(CH_{3})}={\displaystyle CH_{2}}
{\displaystyle (CH_{3})_{2}C}={\displaystyle CH_{2}\ \rightarrow \ (CH_{3})_{3}COH}
{\displaystyle 2CH_{3}OH\ \rightarrow \ (CH_{3})_{2}O+H_{2}O}

### 合成工艺
- 固定床
- 膨胀床
- 催化蒸馏
- 混相床
- 异丁烯二聚联产MTBE

## 物理性质
- 20℃密度：740.6kg·m⁻³
- 临界温度：223.9℃
- 比热容：2.135℃
- 蒸发热：30.10J·g⁻¹·K⁻¹
- 燃烧热：38.21kJ·g⁻¹
- 雷德蒸汽压：0.55bar
- 临界压力（KPC）：223.9
- 折光指数（20℃）：1.3689
- 着火点：480℃
- 空气中爆炸极限（體積百分比）：上限1.65；下限8.4
- 研究法辛烷值：117
- 马达法辛烷值：101
- 水的MTBE溶度（20℃，g/100g）：1.5
- MTBE的水溶度（20℃，g/100g）：4.3

## 用途

### 汽油添加剂
20世纪70年代开始注意到MTBE可提高汽油的辛烷值，而且化学性质稳定。添加MTBE的汽油还能改善汽车的行车性能，降低排气中一氧化碳含量。而且燃烧效率高，可以抑制臭氧的生成。它可以替代四乙基铅作为抗爆剂，生产无铅汽油。现在约有95%的MTBE用作辛烷值提高剂和汽油中含氧剂。
MTBE也是制取聚合级异丁烯的重要原料。还用于生产甲基丙烯醛和甲基丙烯酸。
1973年意大利开发了世界上第一套MTBE工业装置。1990年美国制定的空气清洁法修正案（CAA-1990）要求新配方汽油添加含氧化合物（如MTBE），以减少汽车污染。中国从二十世纪70年代末和80年代初开始研究MTBE技术。1983年齐鲁石化公司橡胶厂建成了中国第一套MTBE工业试验装置，1986年吉化公司建成了中国第一套万吨级MTBE工业装置。1999年，中国启动了“全国空气净化工程——清洁汽车行动”，开始鼓励使用含有MTBE的汽油。
由于发现了MTBE对人体的影响，1996年美国加州圣莫尼卡（Santa Monica）部分地区由于饮用水中MTBE含量抬高，使得这些地区50%的供水系统关闭，这是首次引起公众关注的MTBE污染事件。1999年，美国加利福尼亚州空气资源委员会规定从2002年12月31日起，禁止加州新配方汽油中使用MTBE。现已推迟一年到2003年12月31日。纽约州也签署法案，规定从2004年1月起禁止使用MTBE，2010年全面禁用MTBE。
禁用MTBE后，许多厂家开始研究乙醇汽油、烷基化油、改产异辛烷、聚异丁烯添加剂等替代产品。
但是迄今为止，欧洲和亚洲尚无禁用MTBE的意向，在一定时期内，MTBE仍将继续成为清洁汽油的主要组分。

### 有机溶剂
叔丁基能防止生成易爆的过氧化醚，MTBE在工业用作二乙醚的安全替代品；在实验室也用作有机溶剂。MTBE是弱路易斯碱，无法用于制备格氏试剂；而且在强酸中不稳定；MTBE会与溴剧烈反应。
MTBE能与水（52.6℃；96.5% MTBE）和甲醇（51.3℃；68.6% MTBE）共沸。

## 相关链接
- 钱伯章：汽油禁用MTBE的预测分析
- 化工产品最新实用资料：MTBE （页面存档备份，存于）
- 美国MTBE生产厂家产能情况 （页面存档备份，存于）
- http://www.guidechem.com/dictionary/1634-04-4.html （页面存档备份，存于）